# Nagari Koto Rantang
Nagari Koto Rantang is een bestuurslaag in het regentschap Agam van de provincie West-Sumatra, Indonesië. Nagari Koto Rantang telt 2481 inwoners (volkstelling 2010).